# المعجم الاحصائی لالفاظ القرآن الکریم
المعجم الاحصائی لالفاظ القرآن الکریم (فرهنگ آماری کلمات قرآن) کتابی از محمود روحانی است که در سال ۱۳۶۸ منتشر و در مراسم کتاب سال جمهوری اسلامی ایران به‌عنوان کتاب برگزیده معرفی شد.